# 对坪镇
对坪镇，是中华人民共和国四川省凉山彝族自治州金阳县下辖的一个乡镇级行政单位。2021年1月12日，撤销放马坪乡和梗堡乡，将原放马坪乡石尔且村、放马坪村、二坪子村和原梗堡乡梗堡村及原春江乡幺米沱村、蒲家坪子村所属行政区域划归对坪镇管辖。

## 行政区划
对坪镇下辖以下地区：
对坪村、大沙田村、芦茅林村、脚窝村、羊圈沟村、独角溪村、大红口村、九道拐村和羊棚子村。